# Sibiriskt älggräs
Sibiriskt älggräs (Filipendula palmata) är art i familjen rosväxter från Sibirien till Mongoliet, Kina och Korea. Sällsynt i odling. Plantor under detta namn är oftast andra arter, vanligen japanskt älggräs.
Flerårig ört med krypande jordstammar, till 1 m. hög. Basala och lägre blad parbladiga med 3-5 delblad, uddbladet är väsentligt större än de övriga. Alla blad är dubbeltandade, mörkt gröna, kala till vitulliga på undersidan. Stipler avlångt rundade, tandade. Blommor vita. Foderbladen är vanligen fem. Kronbladen är vanligen fem, 2-3 mm, avsmalnande till en distinkt klo. Karpeller 5-8, fästade vid basen, hårlösa.
Två varieteter erkänns:
- var. palmata - stjälkarna är ludna. Bladen har undersidorna tätt vithåriga och kala ovansidor. Östra Ryssland, Mongoliet, Kina och N Korea.
- var. glabra - hela örten är kal, eller sparsamt luden på bladens undersidor. Östra Ryssland och Mongoliet.

## Synonymer
var. palmata
- Filipendula amurensis (Baranov) Baranov
- Filipendula palmata var. amurensis Baranov.
- Filipendula palmata var. stenoloba Baranov ex Liou et al.
- Spiraea digitata' Willdenow.
- Spiraea palmata Pallas, 1776

var. glabra Ledebour ex Komarov & Alissova-Klobulova, 1932.
- Filipendula nuda Grubov
- Filipendula palmata f. nuda (Grubov) T. Shimizu.